# 徐长玉
徐长玉（1954年3月—），山东淄博人。1973年12月加入中国共产党。曲阜师范学院（今曲阜师范大学）政治系政治专业毕业，中央党校在职研究生班经济管理专业研究生，教育学学士。历任中共淄博市委组织部组织科副科长、科长，办公室副主任，副部长、市委组织员办公室主任；山东省农业科学院副院长；2003年1月任中共济南市委常委，同年4月任副书记、市纪委书记，2007年4月不再担任副书记，市委常委、纪委书记职务不变。2008年1月当选济南市政协主席，2月不再担任市委常委、市纪委书记。2012年2月起任济南市人大常委会党组书记。